# XxxHolic
Az xxxHolic (XXXHolic, XXXholic) japán mangasorozat, amelyet a Clamp kiadó jelentetett meg 2003-ban. A cím a függőségekre utal, amelyben a három ikszet tetszőleges tagra lehet cserélni (alcoholic – alkoholizmus, shopaholic – vásárlási kényszer, chocaholic – csokoládéfüggőség, stb.).
A mangából 2006-ban egy animesorozat is készült, amely 24 epizódból áll, mindegyik nagyon mély, megszívlelendő tanulságot tartalmaz. Emellett sokszor félelmetes, sötét hangulatú, nem szűkölködik tragédiákban, véletlenekben, misztikus lényekben sem – ugyanakkor remek keresztmetszetet ad a japán emberek hitvilágából, mitológiájából.

## A történet
Főhősünk egy iskolás fiú, Watanuki Kimihiro, aki születése óta látja a szellemeket – ez a képessége pedig sokszor hátráltatja és nyomasztja. Egy napon különös, régi ház elé téved – és kisvártatva odabent találja magát.
Itt él Ichihara Yuuko, aki tulajdonképpen afféle modern boszorkány – hosszú cigarettaszipka lóg ki a szájából, és örökké szakét iszik, szinte sosem józan. Igazi nevét pedig nem árulja el, mert azáltal – saját bevallása szerint – hatalmat adna másoknak maga felett. Két fiatal kislány, Maru és Moro szolgálja, akiknek azonban nincsen lelkük, így legtöbbször csak az úrnőjük szavait ismételgetik, és nem mehetnek a bolt küszöbén kívülre. A házban él még egy Mokona nevű fekete kis jószág, aki látszólag egy nyúl és egy plüssállat keveréke lehetne, fajtájára nézve pedig ugyancsak "mokona" (sőt, még a számlálószava is mokona) – ez a vidám kis jószág később sokszor Watanuki segítségére lesz.
A fiút meglepi, hogy Yuuko úrnő ismeri az ő problémáját, és hajlandó megszabadítani a szellemlátás képességétől – amennyiben Watanuki elszegődik hozzá szolgálónak (akárcsak a magyar népmesékben). Watanuki így szép lassan betekintést nyer a "bolt" életébe, amely tulajdonképpen kívánságokat árul.
Sorra érkeznek a különösebbnél különösebb emberek, akik nem tudnak leszokni a folyamatos hazugságról, randevúzásról, internetezésről – és más, nem éppen szokványos szenvedélybetegségről. Közben ő maga is rádöbben, hogy ezek az emberek, noha csodát és kívülről érkező segítséget várnak, a problémáikat csak saját erőből és elhatározással képesek megoldani.

## További szereplők
Shizuka Doumeki, Doumeki-kun – Watanuki osztálytársa, jóképű, csöndes fiú, aki a nagyapjával egy sintó szentélyben él, a japán íjászatot gyakorolja, és bár ő maga nem látja a szellemeket, természetesnek veszi a létezésüket. Többször megmenti Watanuki életét, szerepe szerint ő a "hős". Mégsem képesek igazán összebarátkozni, ugyanis Watanuki a riválisának képzeli egy közös lányismerősük kegyeiért folytatott küzdelemben. Yuuko szerint azonban kettejük sorsa karmikusan összekapcsolódik.
Kunogi Himawari, Himawari-chan – ő az a kislány, akibe Watanuki szerelmes, és akiért bármit megtenne – noha ez a bármi legtöbbször balul sül el. Yuuko figyelmezteti is Watanukit, hogy míg Doumeki szerencsét, Himawari leginkább csak balszerencsét hoz majd rá. Himawari-chan kedves és jóindulatú, számára mind Watanuki-kun, mind Doumeki-kun egyformán fontos. Talán épp azért nem közeledik érzelmileg egyikük felé sem, mert olyan szorosnak véli barátságukat. Himawari-chan testesíti meg a történetben a "szüzet". A himawari (日回/向日葵) szó pedig eredetileg napraforgót jelent.
Zashiki-warashi, (座敷童) Vestal Spirit – egy afféle tündér vagy szellem, aki fülig szerelmes Watanukiba. Nagyon félénk, kicsi teremtés, erre utal nevében a "warashi" (童 reg.warabe) tag, amely kisgyermeket jelöl. Többször is megjelenik mind a mangában, mind az animében, és legtöbbször nagy bajt sodor magával – egyszer kis híján Doumeki-kun halálát okozza.
Ame-Warashi, (雨童) Rain Sprite – ő egy esőcsináló szellem, ugyancsak lány formájában jelenik meg, fekete ruhában, egy nagy, piros esernyővel. Nagyon büszke és harsány, aki legtöbbször semmibe veszi az embereket, mivel azok nem törődnek eléggé a természettel. Általában meglátja az emberek különleges képességeit, és bár távolságtartó marad Watanukival szemben, előfordul, hogy a segítségét kéri.
Kudakitsune (管狐), Mugetsu (無月), Pipe Fox – a hagyományos japán legendás állatok egyike a kitsune, amelyet róka, vagy kilenc farkú róka (九尾 kyuubi) képében ábrázolnak. A róka a japán mesékben is ravasz, de sokszor inkább jóindulatú és segítőkész (nem véletlenül Inari, a termékenység és mezőgazdaság kamijának egyik fő segítője). Mugetsu egy hosszú, vékony rókafejű szellem, aki egy pipa szárában lakik, és szükség esetén megjelenik. Amikor egyszer megmentette Watanuki életét és felfalt egy reá támadó démont, kilencfarkú róka formáját öltve mindenhová követte – később visszanyerte eredeti méretét, de ritkán tért vissza a pipa szárába, inkább a "gazdájánál" maradt.